# Festival slovenskega filma 2012
15. Festival slovenskega filma (FSF 2012) je potekal med 27. in 30. septembrom 2012 v Portorožu. Direktorica festivala je bila Marija Marđonović, programska direktorica in selektorica pa Jelka Stergel. Otvoritveni film je bil Šanghaj Marka Naberšnika.
Novost 15. izvedbe festivala so bile digitalne projekcije.

## 15 FSF. v številkah
Na festivalu je bilo prikazanih 66 filmov (32 celovečernih in srednjemetražnih, 15 kratkih in 19 študijskih): 43 v tekmovalnem programu (7 igranih celovečernih, 8 dokumentarnih celovečernih in srednjemetražnih, 11 kratkih, 4 koprodukcijski celovečerni in srednjemetražni ter 13 študijskih) in 23 v spremljevalnem (7 igranih in dokumentarnih celovečernih, 6 igranih in dokumentarnih srednjemetražnih, 4 igrani in dokumentarni kratki ter 6 študijskih filmov). 

## Nagrade

### Nagrada Metoda Badjure
- Alenka Bartl Prevoršek

### Vesne
Člani strokovne žirije 15. FSF-ja:
- Hanka Kastelicová
- Valentin Perko
- Zvezdana Mlakar
- Mitja Okorn
- Demeter Bitenc

| Kategorija            | Prejemnik                                           |
| --------------------- | --------------------------------------------------- |
| Glavne kategorije     |                                                     |
| celovečerni film      | Hvala za Sunderland (r. Slobodan Maksimovič)        |
| kratki film           | Nad mestom se dani (r. Blaž Završnik)               |
| režija                | Metod Pevec (Vaje v objemu)                         |
| scenarij              | Matevž Luzar (Srečen za umret)                      |
| glavna ženska vloga   | Jana Zupančič (Vaje v objemu)                       |
| glavna moška vloga    | Grega Baković (Hvala za Sunderland)                 |
| glavna moška vloga    | Uroš Fürst (Vaje v objemu)                          |
| stranska ženska vloga | Marjuta Slamič (Šanghaj)                            |
| stranska moška vloga  | Branko Đurić (Hvala za Sunderland)                  |
| fotografija           | Simon Tanšek (Srečen za umret)                      |
| glasba                | Primož Oberžan (Sto psov)                           |
| montaža               | Jurij Moškon, Milan Milošević (Hvala za Sunderland) |
| študentski film       | Kekec, tri dni pred poroko (r. Jaka Šuligoj)        |
| Ostale kategorije     |                                                     |
| dokumentarni film     | Dolge počitnice (r. Damjan Kozole)                  |
| animirani film        | Pikapolonica hoče odrasti (r. Miha Knific)          |
| scenografija          | Katja Šoltes (Srečen za umret)                      |
| kostumografija        | Pia Šinigoj Premzl (Srečen za umret)                |
| maska                 | Mirjam Kavčič (Šanghaj)                             |
| ton                   | Julij Zornik (Srečen za umret)                      |

Vesne se podeljujejo v 12 glavnih kategorijah, žirija pa lahko nato podeli še do 6 vesen v ostalih 9 kategorijah (nepodeljene so ostale nagrade za najboljšo animacijo, najboljšo manjšinsko koprodukcijo in posebne dosežke).

### Nagrada občinstva
- Srečen za umret (r. Matevž Luzar)

## Tekmovalni program

### Celovečerni in srednjemetražni filmi
| Film                                                                                | Režiser                    | Leto | Dolžina |
| ----------------------------------------------------------------------------------- | -------------------------- | ---- | ------- |
| Celovečerni igrani filmi                                                            |                            |      |         |
| Generacija 71 / Generation 71                                                       | Boštjan Slatenšek          | 2011 | 82'     |
| Hvala za Sunderland / Thanks for Sunderland                                         | Slobodan Maksimović        | 2012 | 92'     |
| Nahrani me z besedami / Feed Me with Your Words                                     | Martin Turk                | 2012 | 88'     |
| Pisma iz Egipta / Ink Tips                                                          | Polona Sepe                | 2010 | 80'     |
| Srečen za umret / Good to Go                                                        | Matevž Luzar               | 2012 | 100'    |
| Šanghaj / Shanghai Gypsy                                                            | Marko Naberšnik            | 2012 | 124'    |
| Vaje v objemu / Tango Abrazos                                                       | Metod Pevec                | 2012 | 89'     |
| Dokumentarni celovečerni in srednjemetražni filmi                                   |                            |      |         |
| Dolge počitnice / The Long Vacation                                                 | Damjan Kozole              | 2012 | 80'     |
| Državljan Diareja ali Kdo je Tomaž Lavrič / Citizen Diarrhea or Who Is Tomaž Lavrič | Dušan Moravec              | 2011 | 50'     |
| Jaz sem Janez Janša / My Name Is Janez Janša                                        | Janez Janša                | 2012 | 68'     |
| Oči in ušesa boga / Eyes and Ears of God                                            | Maja Weiss in Tomo Križnar | 2012 | 95'     |
| Otroci socializma – zamenite mi glavo / Children of Socialism – Replace my Head     | Brane Bitenc               | 2012 | 45'     |
| Pedro Opeka, dober prijatelj / Pedro Opeka, the Friend of the Poor                  | Jože Možina                | 2011 | 102'    |
| V deželi medvedov / In the Lands of Bears                                           | Nika Autor                 | 2012 | 72'     |
| Celovečerni film                                                                    |                            |      |         |
| Deklica in drevo / The Girl and a Tree                                              | Vlado Škafar               | 2012 | 61'     |
| Koprodukcijski celovečerni in srednjemetražni igrani filmi                          |                            |      |         |
| Mlada noč / A Night Too Young                                                       | Olmo Omerzu                | 2012 | 62'     |
| Nočne ladje / Night Boats                                                           | Igor Mirković              | 2012 | 101'    |
| Parada / The Parade                                                                 | Srdjan Dragojević          | 2011 | 116'    |
| Ženska, ki si je otrla solze / Woman Who Brushed Off Her Tears                      | Teona Strugar Mitevska     | 2012 | 103'    |

Dokumentarni filmi so se prvič za nagrade potegovali v lastni kategoriji.

### Kratki filmi
| Film                                                                          | Režiser                        | Leto | Dolžina |
| ----------------------------------------------------------------------------- | ------------------------------ | ---- | ------- |
| Igrani kratki filmi                                                           |                                |      |         |
| Jutro / Morning                                                               | Sonja Prosenc                  | 2012 | 10'     |
| Kdo se boji črnega moža? / Who's Afraid of the Big Black Wolf?                | Janez Lapajne                  | 2012 | 25'     |
| Missing the Moment                                                            | Mitja Mlakar                   | 2012 | 10'     |
| Paket / The Package                                                           | Dražen Štader                  | 2012 | 4'      |
| Sto psov / Hundred Dogs                                                       | Jan Cvitkovič                  | 2012 | 24'     |
| Dokumentarni kratki film                                                      |                                |      |         |
| Jaz sem dober delavec / I Am Good Worker                                      | Diego Menendes                 | 2011 | 3'      |
| Animirani kratki filmi                                                        |                                |      |         |
| Egon klobuk / Egon the Hat                                                    | Igor Šinkovec                  | 2012 | 2'      |
| Gledam oči / Focus on Eyes                                                    | Amir Muratović                 | 2012 | 5'      |
| Komunikacija, obsedenost in recesija / Communication, Obsession and Recession | Jaka Kramberger in Leon Vidmar | 2012 | 3'      |
| Koyaa – lajf je čist odbit / Koyaa – The Extraordinary                        | Kolja Saksida                  | 2011 | 3'      |
| Pikapolonica hoče odrasti / Little Ladybird Wants to Grow Up                  | Miha Knific                    | 2011 | 12'     |

### Študijski filmi
| Film                                                                  | Produkcija                            | Režiser              | Leto | Dolžina               |
| --------------------------------------------------------------------- | ------------------------------------- | -------------------- | ---- | --------------------- |
| Igrani celovečerni, srednjemetražni in kratki filmi                   |                                       |                      |      |                       |
| Fuck Machine                                                          | AVA – akademija za vizualne umetnosti | Živa Petrič          | 2012 | 9' (kratki)           |
| Kekec, tri dni pred poroko / Kekec, Three Days Before Marriage        | AGRFT                                 | Jaka Šuligoj         | 2012 | 46' (srednjemetražni) |
| Kje si stari? / What's Up, Dude?                                      | AGRFT                                 | Tosja Flaker Berce   | 2011 | 21' (kratki)          |
| Limonada / Lemonade                                                   | AGRFT                                 | Maja Prettner        | 2012 | 25' (kratki)          |
| Mladost / Youth                                                       | AGRFT                                 | Sara Kern            | 2012 | 19' (kratki)          |
| Nad mestom se dani / Sunrise Over the City                            | AGRFT                                 | Blaž Završnik        | 2011 | 24' (kratki)          |
| Nikamor 13:22 / Nowhere 13:22                                         | AGRFT                                 | Maja Prelog          | 2011 | 13' (kratki)          |
| Razbiti spomini / Broken Memories                                     | I. Gimnazija Celje                    | Tomaž Krajnc         | 2012 | 15' (kratki)          |
| Simpatija / Crush                                                     | Srednja šola za medije                | Boštjan Miha Jambrek | 2012 | 99' (celovečerni)     |
| Dokumentarni kratki filmi                                             |                                       |                      |      |                       |
| Benjamin                                                              | AGRFT                                 | Katarina Morano      | 2011 | 29'                   |
| Božji otroci / Children of God                                        | AGRFT                                 | Domen Martinčič      | 2012 | 14'                   |
| Ljubezenska pesem: Viharni vrh / A Love Poem: Wuthering Heights Redux | Visoka šola za umetnost               | Jurij Meden          | 2012 | 3'                    |
| Od 1912 / Since 1912                                                  | Visoka šola za umetnost               | Gaja Kutnjak         | 2012 | 6'                    |

## Spremljevalni program
| Film                                                                                    | Režiser           | Leto | Dolžina | Vrsta        |
| --------------------------------------------------------------------------------------- | ----------------- | ---- | ------- | ------------ |
| Celovečerni                                                                             |                   |      |         |              |
| Kolesarji v temi / Bikers in the Dark                                                   | Vasja Rovšnik     | 2012 | 77'     | igrani       |
| Nebeška vas / Heavenly Village                                                          | Rudi Uran         | 2012 | 87'     | igrani       |
| Neslišne vojne / Silent Wars                                                            | Rodolfo Bisatti   | 2011 | 86'     | igrani       |
| Prelomnica / Breaking Point                                                             | Mišo Šušak        | 2011 | 110'    | igrani       |
| Divji / Wild One                                                                        | Jure Breceljnik   | 2012 | 88'     | dokumentarni |
| Nekoč je bila dežela pridnih / Once Upon a Time There Was a Land of Hard-Working People | Urša Menart       | 2011 | 78'     | dokumentarni |
| Duhec / Little Ghost                                                                    | Jurij Pervanje    | 2012 | 110'    | igrani       |
| Srednjemetražni                                                                         |                   |      |         |              |
| Božična večerja / Christmas Dinner                                                      | Boštjan Vrhovec   | 2011 | 58'     | igrani       |
| Stari pisker / Breakout '44                                                             | Darko Nikolovski  | 2012 | 60'     | igrani       |
| Fant, pobratim smrti II / Boy, Bloodbrother of Death 2                                  | Maja Weiss        | 2012 | 51'     | dokumentarni |
| Gradimo novi svet / Building a New World                                                | Marko Kobe        | 2011 | 53'     | dokumentarni |
| Hoja po vodi / Walking on Water                                                         | Marko Bratuš      | 2011 | 52'     | dokumentarni |
| Moj prijatelj Mujo / My Friend Mujo                                                     | Miran Zupanič     | 2012 | 61'     | dokumentarni |
| Kratki                                                                                  |                   |      |         |              |
| Nekje v septembru / Somewhere in September                                              | Rok Štupar        | 2011 | 30'     | igrani       |
| Vivir: Finale                                                                           | Rok Kajzer Nagode | 2011 | 14'     | igrani       |
| Ponesrečen biznis / Business Gone Wrong                                                 | Vito Pešič        | 2011 | 35'     | igrani       |
| Fužine nejberhud: športni upi / Fužine Neigboorhood: Hopes for Sport                    | Diego Menendes    | 2010 | 20'     | dokumentarni |
| Študijski kratki (produkcija: AGRFT)                                                    |                   |      |         |              |
| Maks                                                                                    | Sara Kern         | 2012 | 16'     | igrani       |
| Messi se je poškodoval / Messi Injured                                                  | Nikolaj Vodošek   | 2012 | 21'     | igrani       |
| Pobeg / Escape                                                                          | Milan Urbajs      | 2011 | 30'     | igrani       |
| Zmaj / Dragon                                                                           | Jaka Šuligoj      | 2011 | 17'     | igrani       |
| Franček in Otilija / Franček and Otilija                                                | Vid Hajnšek       | 2012 | 14'     | dokumentarni |
| Kdo in kaj / Who and What                                                               | Peter Hvalica     | 2012 | 23'     | dokumentarni |